# 喜熨斗胜史
喜熨斗勝史（日语：／，1964年10月6日—），日本足球教练。目前持有日本足球协会S级教练证书。出生于东京都。本科毕业于日本体育大学，研究生毕业于东京大学。现在担任雪兰莪足球俱乐部主教练。